# Оранти Успіння
Оранти Успіння — релігійний орден контемплятивного (споглядального) уставу, заснований на основі Облаток Успіння 8 грудня 1896 отцем Франсуа Пікаром, ассумпціністом (1831—1903), і Ізабель де Клермон-Тоннер (6 березня 1849, Глізоль (Ер) — 3 липня 1921, Со).

## Засновники
Ця конгрегація була народжена ассумпціоністами, для ассумпціоністів і, яка згідно з висловом черниці «змушує нас думати, що ми були необхідні або принаймні добре прийняті нашими чотирма старшими у сім'ї августинців».

### Ізабель де Клермон-Тоннер
У 1872 році Ізабель де Клермон-Тоннер сягає віку у 23 роки, і ще будучи підлітком, шукає свій релігійний шлях під керівництвом отця Франсуа Пікара. Вона стала графинею д'Урсель, одружившись з графом Анрі д'Урселем 16 червня 1873 року. У 1875 році вона одночансо стає вдовою і матір'ю (дочка Кароліна). ЇЇ дочка Кароліна вийшла заміж за Генріха Вірье у травні 1896 року. Через сім місяців, уже не обятжена ніякими сімейними зв'язками, Ізабель стає матір'ю Марією-Ізабель Гетсиманською і приймає гасло ассумпціоністів: «Adveniat regnum tuum» («Хай буде Царство Твоє»).

### Франсуа Пікар
Франсуа Пікар, ассумпціоніст, народився 1 жовтня 1831 року в Сен-Жервазі в Гарі. Був ученем і наступником отця д'Альзона. Все життя отця Франсуа Пікара відзначене обов'язками: обов'язок ассумпціоніста служити Церкві в абсолютній вірності наступників святого Петра, обов'язок служити нації, прагненучи до відновлення Царства Божого в мінливому суспільстві. Але те, що лежить в основі кожної його дії, починаючи від звичайних і простих дій до найсміливіших — загальна прихильність до Бога, заснована на вірі — саме з цього випливає усе інше. Він помер у Римі 16 квітня 1903 року. У 1952 році останки отця передали у Со до каплиці Орант Успіння до остаточної передачі у Боннель в 1971 році.

## Історія
У 1920 році збори набуло великої власності в Со (О-де-Сен). 
У 1939 році Оранти оселияються у Ле-Вігані (Гар) в готелі  Кондаміне, де народився отець Емануель д’Альзон, і що потім перейшов у власність ассумпціоністів. 
Оранти набувають міжнародного статусу, створивши свої філіали в таких країнах як Бельгія (1953), Аргентина (1959), Демократична Республіка Конго (1969), Кот-д'Івуар (1985), Мадагаскар (1992, Того (1997), Чад (2000), Танзанія (2001), Нігерія (2002), Кенія (2004), в Кіншаса (2007), по телефону у Буркіна-Фасо в 2009 році, і на Філіппінах в січні 2010 року. Міжнародний інститут споглядального життя і єпархіальне право конгрегації залишалося невеликим, і був поглинений в 1941 Sacramentines de Marseille, заснованими в 1639 році отцем Антуаном Ле Квіеном O.P. 
Список керівників : 
- Мати Ізабель (1849-1921), керувала з 1899 року до своєї смерті,
- сестра Анна від Ісуса, уроджена Анна-Марія Лоузел ( 1880-1929 ),  з 1921 по 1929 рік
- сестра Марія-Магдалини від Хреста, уроджена Удот де Даянвіль(1890-1983),  з 1929 по 1964 рік
- сестра Марія-Домінік Христа, уроджена Марія-Луїза Гійон (1927 -),  з 1964 по 1975 рік
- сестра Іоланда де Шампані (1933 - ),  з 1975 по 1993 рік
- сестра Жанін Гіндрей (1946 -), з 1993 по 2005 рік
- сестра Іоланда де Шампані (переобрана) в 2005 році. П

На даний час у організації є 250 учасниць в тринадцяти країнах.